# 唐國
唐国，是现今河南唐河县、湖北枣阳市一带的一個姬姓诸侯国，为汉阳诸姬之一。该国的初封者已经失载，但应该受封于西周早期，有人认为唐叔虞受封古唐国故土后，其后代的一支南迁到了汉阳唐国。到前506年，与吴国、蔡国在柏举之战击败楚国，次年被復仇的楚国所灭。此唐国国君可考者有两位，分别是唐惠侯、唐成公。
另外也有人认为汉阳唐国为祁姓，先祖可以追溯到古唐国。古唐國為陶唐氏尧的后代的封國。周朝时周成王灭古唐国后，將祁姓族人遷徙到杜國，改封其弟叔虞於古唐国的故土，是為唐国，國君世襲侯爵爵位，其子燮即位後又改稱晉。后来祁姓族人南迁建立了位于现今河南、湖北一代的汉阳唐国。